# أوسكار فالنتين
أوسكار فالنتين (بالإسبانية: Óscar Valentín Martín Luengo)‏ هو لاعب كرة قدم إسباني في مركز الوسط، ولد في 20 أغسطس 1994 في أجوفرين في إسبانيا. لعب مع رايو فايكانو ب.

## وصلات خارجية
- أوسكار فالنتين على موقع قاعدة بيانات كرة القدم.إي يو (الإنجليزية)
- أوسكار فالنتين على موقع Soccerway.com (الإنجليزية)